# 国際水月塾武術協会
国際水月塾武術協会（こくさいすいげつじゅくぶじゅつきょうかい）とは、1982年（昭和57年）に武術家である小佐野淳が創設した古武道指南所である。

## 歴史
1982年に小佐野淳によって創設された山梨県に本部を置く古武道の保存振興を目的とした団体である。
古武道指南の他に、書籍の刊行、演武会開催、講習会、日本武芸新聞『 水月 』 の発行など古武道普及のための諸活動を行っている。

## 教伝武術
- 仙台藩伝浅山一伝流柔術
- 渋川一流柔術、浅山一流棒術
- 柳生心眼流兵術
- 八戸藩伝神道無念流立居合
- 新庄藩伝穴澤流薙刀
- 力信流武術
- 天道流武術（薙刀を除く）
- 兵法天下一二天一流、新免二刀流剣術
- 中澤流護身術
- 柴真揚流柔術
- 柳生志限流柔拳法
- 関口流抜刀
- 甲陽水月流柔術
- 仙台藩伝今川流棒術
- 警視流居合
- 荒木流抜剣
- 村岡兼流棒術
- 西法院武安流武者捕
- 甲州陣屋伝捕手術
- 台湾振興社彰化団金鷹拳